# محمية الحيوانات في دجا
محمية الحيوانات في دجا (بالإنجليزية: Dja Faunal Reserve) هي محمية طبيعية تقع في الكاميرون، مُدرجة ضمن قائمة التراث العالمي التابعة لليونسكو منذ عام 1987. تبلغ مساحتها 5,260 كيلومترًا مربعًا، وتشتهر بوجود غابات استوائية مطيرة. وتظل نحو 90% من هذه الغابات في حالتها الطبيعية غير المتأثرة بالنشاطات البشرية، مما يعزز من تنوعها البيولوجي الكبير.
تضم المحمية 107 أنواع من الثدييات، بما في ذلك خمسة أنواع مهددة بالانقراض. ويُشكّل نهر دجا حدودًا طبيعية للمحمية، حيث يُحيط بها من جميع الجهات تقريبًا. كما تحتوي على أكثر من 1,500 نوع معروف من النباتات، و320 نوعًا من الطيور.

## معرض صور

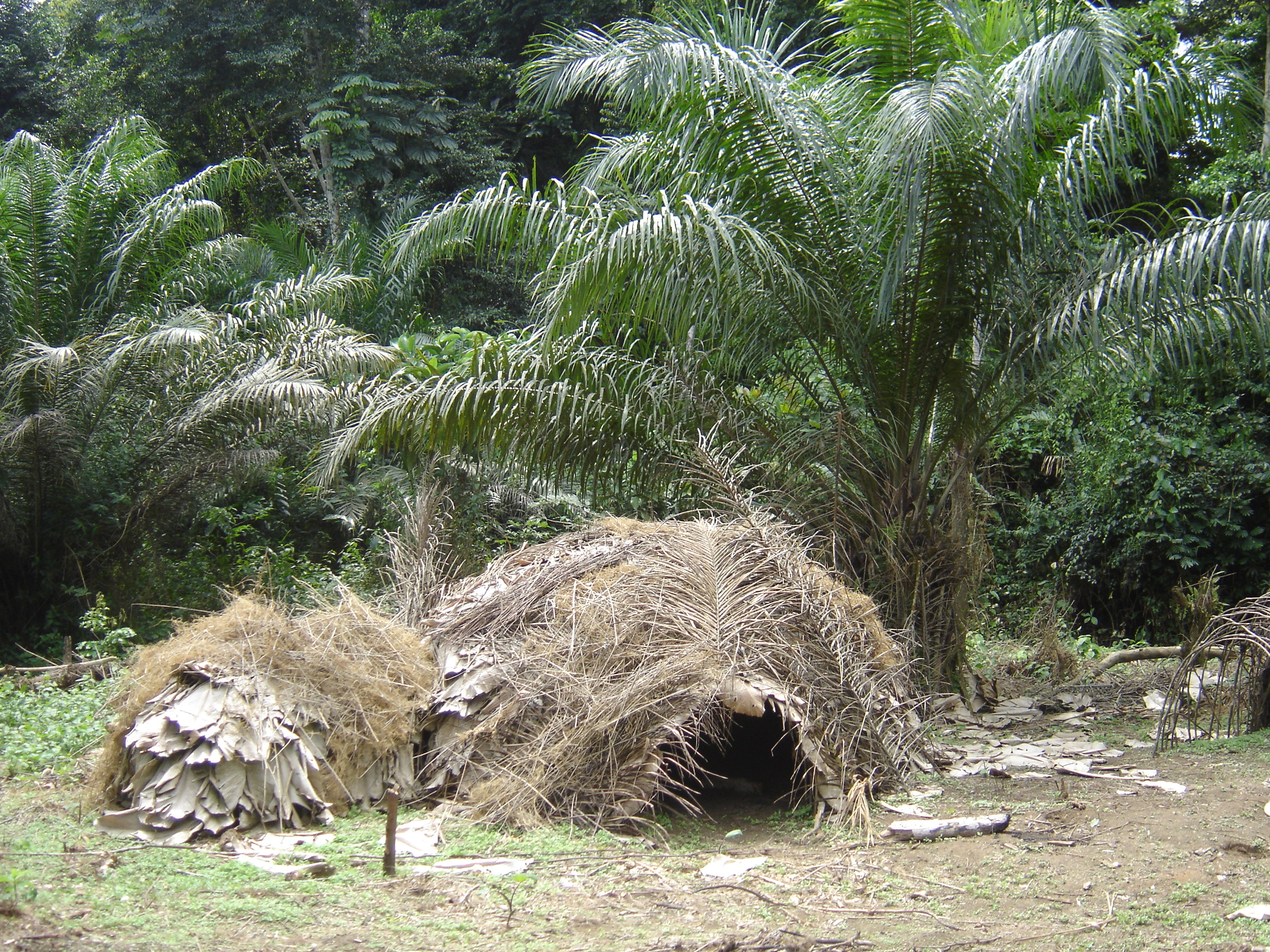
محمية دجا
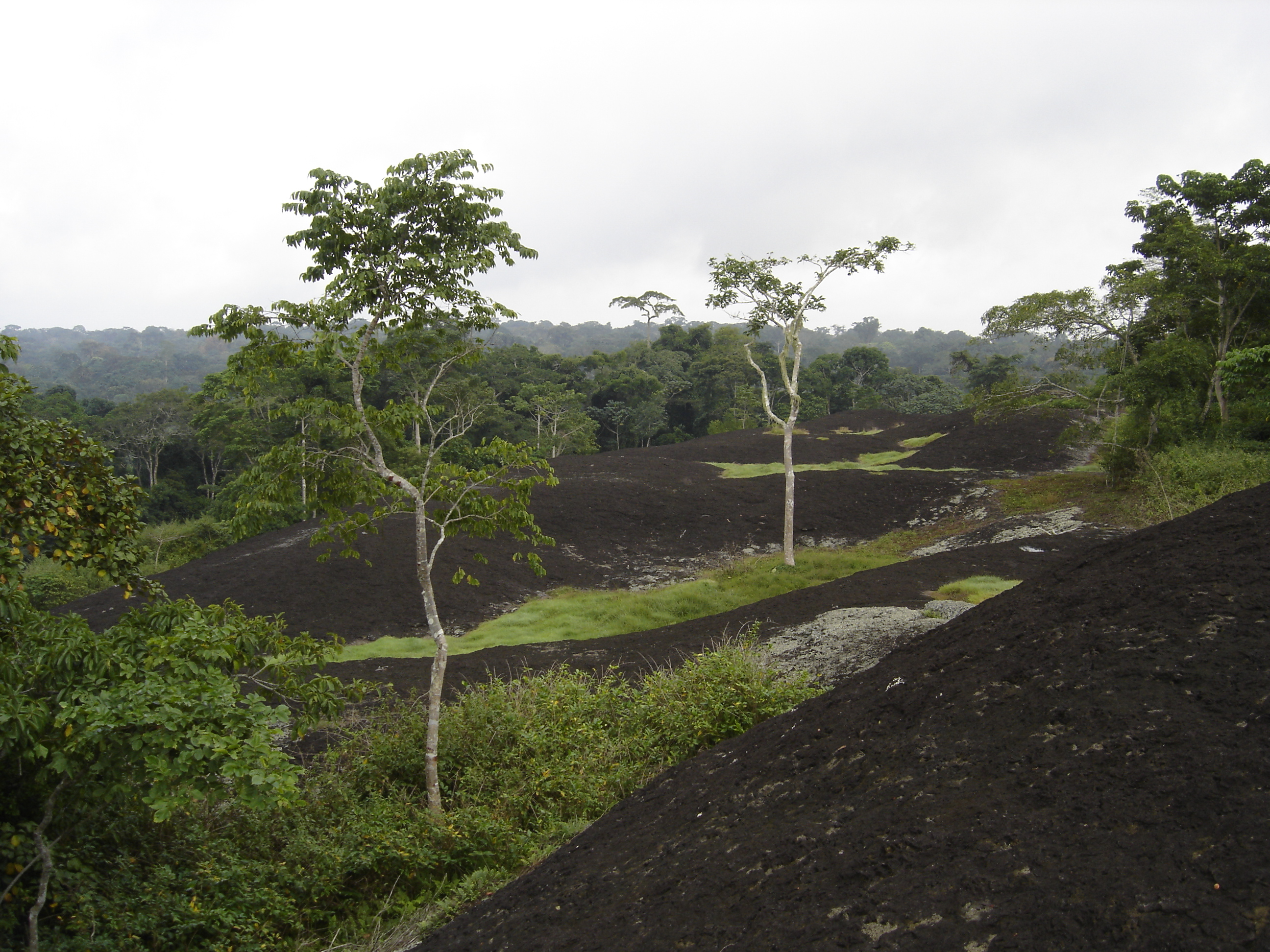
منظر آخر من المحمية
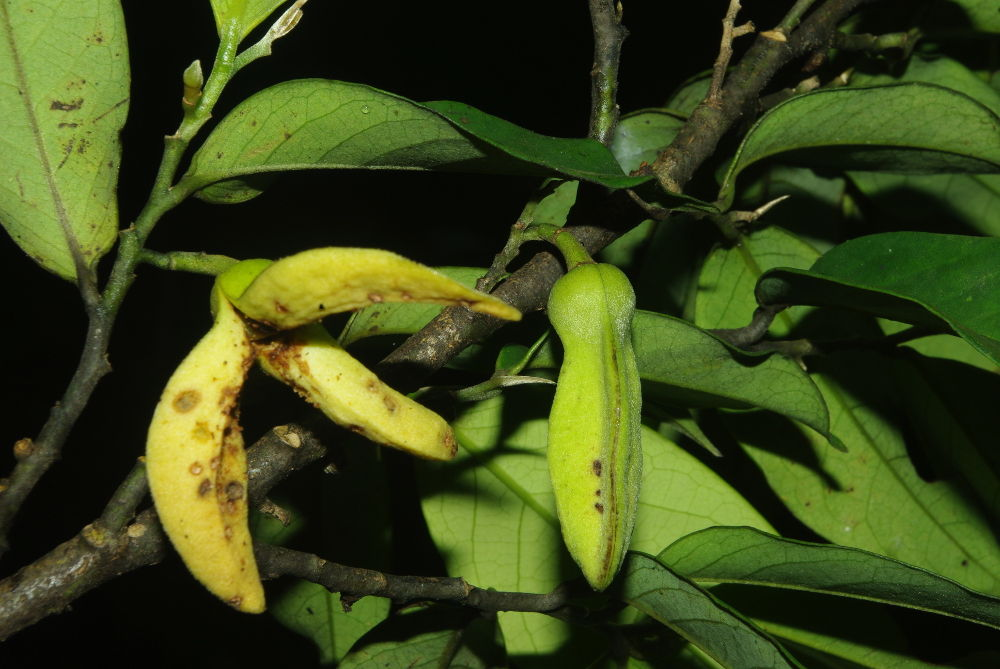
أشجار المحمية
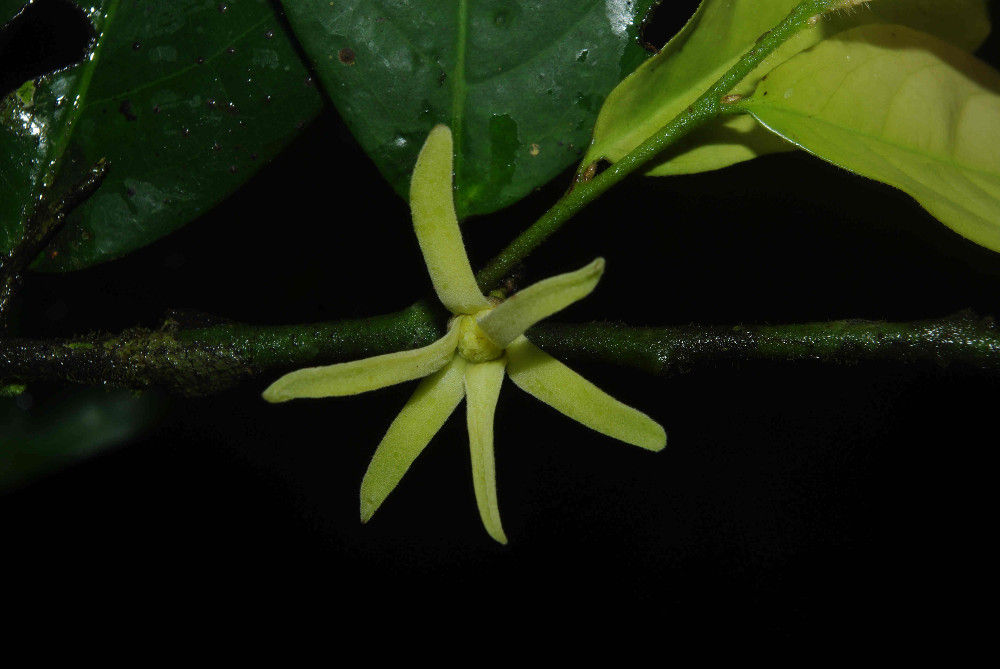
زهرة
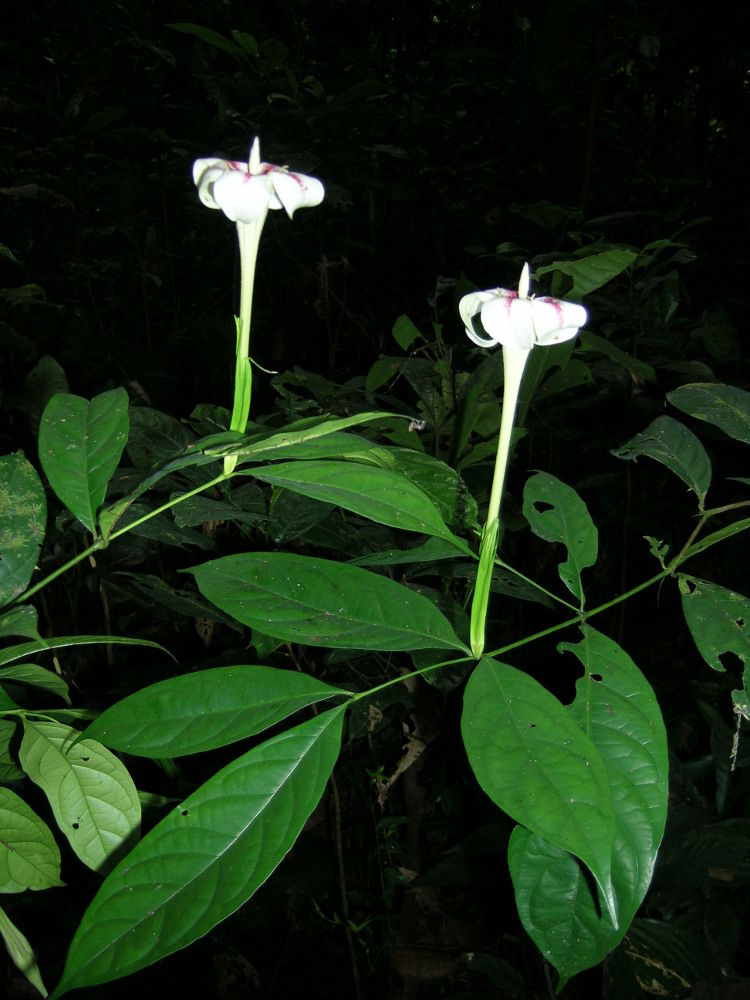
أزهار أخرى